# Samuel D. Jackson
Samuel D. Jackson (Zanesville, 1895. május 28. – Fort Wayne, 1951. március 8.) az Amerikai Egyesült Államok szenátora (Indiana, 1944).